# Бронницька волость
Бронницька волость — історична адміністративно-територіальна одиниця Могилівського повіту Подільської губернії з центром у селі Бронниця.
Станом на 1885 рік складалася з 17 поселень, 8 сільських громад. Населення — 6417 осіб (3200 чоловічої статі та 3217 — жіночої), 854 дворових господарства.
|                     | Площа, десятин | У тому числі орної, дес. |
| ------------------- | -------------- | ------------------------ |
| Сільських громад    | 5912           | 4920                     |
| Приватної власності | 5568           | 3815                     |
| Іншої власності     | 404            | 338                      |
| Загалом             | 11884          | 9073                     |

Поселення волості:
- Бронниця — колишнє власницьке село при річці Дністер за 8 верст від повітового міста, 610 осіб, 76 дворів, православна церква, постоялий будинок, 5 водяних млинів, винокурний завод. За 7 верст — виноградник. За 9 верст — пивоварний завод.
- Григорівка — колишнє власницьке село, 790 осіб, 116 дворів, православна церква, постоялий будинок, водяний млин.
- Карпівка — колишнє власницьке село при річці Дерна, 765 осіб, 126 дворів, православна церква, постоялий будинок, 4 водяних млинів.
- Садківці — колишнє власницьке село при річці Дністер, 578 осіб, 94 двори, православна церква, 3 постоялих будинки, водяний млин.
- Сказинці — колишнє власницьке село при річці Дерна, 837 осіб, 119 дворів, 2 православні церкви, постоялий будинок, 3 водяних млини.
- Шлишковецька Слобода — колишнє власницьке село, 595 осіб, 91 двір, православна церква, постоялий будинок.
- Шлишківці — колишнє власницьке село при річці Колдубаївка, 339 осіб, 52 двори, православна церква.